# Padri e figli (film)
Padri e figli è un film del 1957 diretto da Mario Monicelli, vincitore dell'Orso d'argento per il miglior regista al Festival internazionale del cinema di Berlino nel 1957.

## Trama
Cinque famiglie di cui una fa da filo conduttore per le altre quattro. La prima famiglia è composta da Amerigo Santarelli, guardiano allo zoo di Roma, da sua moglie Ines Santarelli, infermiera, e dai loro cinque figli. Ines frequenta quattro famiglie per motivi professionali oppure per parentela. Il vedovo Vincenzo Corallo è il titolare di un'avviata sartoria che serve la buona borghesia di Roma, coadiuvato alla pari, per non dire diretto, dal figlio Carlo; la secondogenita Marcella, privata durante la crescita dell'affetto della madre prematuramente scomparsa, si trova a fare i conti con due padri, quello vero ed il fratello maggiore, che poco o nulla capiscono delle sue turbe adolescenziali e del suo primo innamoramento per un compagno di scuola di poco più grande di lei. Il dottor Bacci, clinico emerito, è alle prese con due figli che lo fanno andare in bestia: il fannullone Vezio, che dopo la maturità non ha combinato più nulla e porta sempre in casa notizie di prossimi, favolosi impieghi, ed il maturando Sandro, anche lui soggetto a turbe adolescenziali ed innamorato della compagna di scuola Marcella Corallo. Il giovane sposo Guido Blasi è invece alle prese con le voglie della giovane moglie Giulia, che è in attesa di un figlio; la voce popolare, alimentata da Ines, che le pratica iniezioni, dice infatti che se una gestante ha improvvisamente il desiderio di un determinato cibo, dev'essere esaudita, diversamente il bebè nascerà con una macchia sulla pelle; apprensiva e sempre bisognosa di qualche medicina, Giulia costringe Guido a correre qua e là. Infine Cesare Marchetti e sua moglie Rita, sorella di Ines: non possono avere figli, il lavoro di lui lo costringe ai turni e quando torna a casa, o va a dormire o al cinema. Durante un'epidemia di morbillo, Ines chiede a Rita di tenere per qualche giorno uno dei suoi figli, Alvaruccio, in modo che eviti di contagiarsi con i fratellini. Cesare, che inizialmente tiene le distanze, si affeziona ad Alvaruccio fino al punto di decidersi di adottare un figlio in un orfanotrofio vicino. Le vicende delle famiglie si snodano fra i litigi e riappacificamenti.

## Riconoscimenti
- 1957 - Festival di Berlino
  - Orso d'argento per il miglior regista

## Citazioni
Rita- Ma proprio non possiamo entrare?

Funzionario- No, signora, ho già fatto una grave eccezione, a farglieli vedere così.

Cesare- Se non si può, non si può. Non insistere. Del resto, si vede benissimo anche da qui.

R- Ma da qui non si capisce se sono buoni o cattivi.

F- Sono tutti uguali, signora.

R- Guarda quella bambina. Quella che cammina a quattro gambe, ecco. Che amore!

C- E perché, quello lì che t'ha fatto? Quello che sta mettendo il ciucciotto in bocca a... ah, no, se lo mette lui!

R- Ti piace?

C- Certo che mi piace.

R- Prendiamo quello?

C- Ma che ne so, io.

R- Uh, guarda! Uno, due, tre... la terza! Che bella! Ha due occhioni e un nasino! Peccato che non è bionda, perché... Cesare? Andiamo via così?

C- Eh gli ho detto che faccia lui, che ci mandi uno qualunque, di testa sua. Non si possono scegliere dei bambini come se fossero dei carciofi.

R- Ma ce lo dobbiamo tenere tutta la vita.

C- Io non me la sento di prendere uno piuttosto che un altro. Mi piacciono tutti. Insomma, non voglio fare un torto a nessuno.

R- Neanche se è maschio o femmina?

C- No... ma scusa, non è meglio così? Come viene, viene. Sembrerà più vero.